# Бабаджанов Юлдаш
Юлдаш Бабаджанович Бабаджанов (листопад 1906, кишлак Гурлен Хівинського ханства, тепер місто Хорезмського вілояту, Узбекистан — 6 січня 1971, місто Ташкент, тепер Узбекистан) — радянський діяч органів державної безпеки, народний комісар торгівлі Узбецької РСР, народний комісар (міністр) внутрішніх справ Узбецької РСР, генерал-майор. Депутат Верховної ради Узбецької РСР 1—5-го скликань. Депутат Верховної ради СРСР 2-го скликання.

## Біографія
Народився в бідній родині вантажника бавовняного заводу. З жовтня 1915 до березня 1922 року працював пастухом та наймитом у баїв кишлака Гурлен. У 1920 році закінчив початкову школу, навчався в школі-інтернаті в Гурлені.
У березні 1922 — серпні 1925 року — шкіряник у Гурлені. У 1925 році вступив до комсомолу.
У серпні 1925 — серпні 1926 року — молодший міліціонер кінного загону в Гурлені.
У серпні 1926 — січні 1928 року — завідувач Гурленського районного загсу. Закінчив 6-місячні партійні курси в 1927—1928 роках
У січні 1928 — квітні 1929 року — 1-й секретар Гурленського районного комітету комсомолу.
Член ВКП(б) з червня 1928 року.
У 1929 році закінчив 2-місячні Курси партактиву при ЦК КП(б) Узбекистану.
У квітні 1929 — січні 1930 року — завідувач агітаційно-пропагандистського відділу Ново-Ургенчського окружного комітету комсомолу.
З січня 1930 року — 1-й секретар Гурленського районного комітету КП(б) Узбекистану.
З 1931 до листопада 1932 року — 1-й секретар Кара-Дар'їнського районного комітету КП(б) Узбекистану.
У листопаді 1932 — червні 1934 року — 1-й секретар Курамінського районного комітету КП(б) Узбекистану.
У червні 1934 — вересні 1935 року — директор Центральної партійної школи в Ташкенті.
У вересні 1935 — листопаді 1937 року — слухач Узбецького Інституту Маркса-Енгельса-Леніна (ІМЕЛ) у Ташкенті.
У листопаді 1937 — серпні 1938 року — 1-й секретар Ак-Курганського районного комітету КП(б) Узбекистану.
У серпні 1938 — травні 1939 року — народний комісар торгівлі Узбецької РСР.
7 червня 1939 — січень 1940 року — начальник Управління НКВС по Ферганській області.
З січня до липня 1940 року — у Вищій школі НКВС СРСР у Москві.
У липні 1940 — 26 лютого 1941 року — заступник народного комісара внутрішніх справ Узбецької РСР.
26 лютого — 31 липня 1941 року — народний комісар внутрішніх справ Узбецької РСР.
15 серпня 1941 — 9 листопада 1945 року — заступник народного комісара внутрішніх справ Узбецької РСР.
9 листопада 1945 — 16 березня 1953 року — народний комісар (міністр) внутрішніх справ Узбецької РСР.
У 1951 році закінчив екстерном Ташкентський юридичний інститут.
23 березня 1953 — 17 квітня 1954 року — заступник міністра внутрішніх справ Узбецької РСР.
17 квітня 1954 — 19 квітня 1957 року — міністр внутрішніх справ Узбецької РСР.
30 квітня 1957 року звільнений з органів МВС «через хворобу». 9 січня 1958 року знову повернувся в органи МВС.
У 1957 — 18 серпня 1959 року — начальник штабу і заступник начальника місцевої протиповітряної оборони міста Ташкента МВС Узбецької РСР.
18 серпня 1959 року звільнений з органів МВС «за службовою невідповідністю з обмеженням у пенсійному забезпеченні».
Помер 6 січня 1971 року в місті Ташкенті.

## Звання
- старший лейтенант державної безпеки (23.08.1939)
- капітан державної безпеки (11.01.1941)
- майор державної безпеки (4.01.1942)
- комісар державної безпеки (14.02.1943)
- генерал-майор (9.07.1945)

## Нагороди
- орден Червоного Прапора (20.09.1943)
- орден Трудового Червоного Прапора (23.12.1939)
- чотири ордени Червоної Зірки (31.07.1944, 23.01.1946, 6.02.1947, 25.06.1954)
- орден «Знак Пошани»
- медаль «За бойові заслуги» (1944)
- медаль «За перемогу над Німеччиною у Великій Вітчизняній війні 1941—1945 рр.» (1945)
- медаль «За доблесну працю у Великій Вітчизняній війні 1941—1945 рр.» (1945)
- медалі
- знак «Заслужений працівник НКВС» (4.02.1942)